# 530
Năm 530 là một năm trong lịch Julius.